# République de Lettonie (1918-1940)
1918–1940
Entités précédentes :
- Duché balte uni (1918)
- République soviétique socialiste de Lettonie (1920)

Entités suivantes :
- République soviétique socialiste de Lettonie (1918)
- République socialiste soviétique de Lettonie (1940)

La république de Lettonie (en letton : Latvijas Republika) est le régime qui dirigea l'État letton à partir de 1918 et, de facto, jusqu'à son occupation par les troupes soviétiques en 1940. Selon la majorité des points de vue (notamment celui des États-Unis, du Parlement européen,,, de la CEDH et du Conseil des droits de l'homme de l'ONU), ce régime continua néanmoins d'être le représentant légitime de la Lettonie après cette date, bien qu'elle n'en contrôle plus aucun territoire. En effet, le pays était alors dirigé par la république socialiste soviétique de Lettonie, composante de l'Union des républiques socialistes soviétiques. Selon ces points de vue, la république lettonne actuelle est donc la même que celle ayant existé de 1920 à 1940. Cependant, la Russie, héritière de l'URSS, conteste ce point de vue en considérant que le régime légitime entre 1940 et 1990 était celui de la république socialiste soviétique de Lettonie.

## Historique

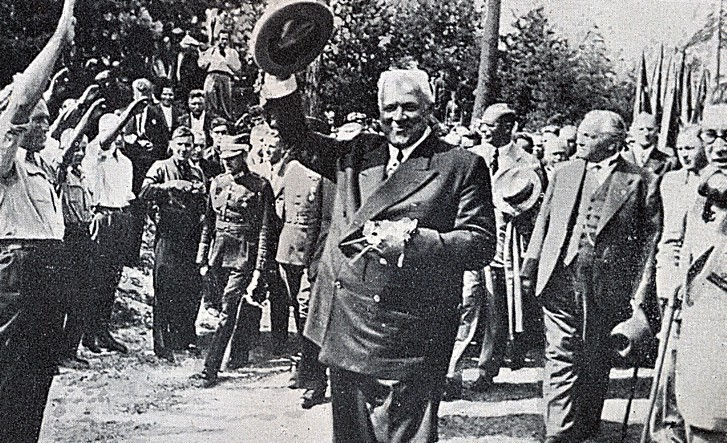
Kārlis Ulmanis, Premier ministre (1918-1921, 1931, 1934-1940) et président (1936-1940) de la république de Lettonie

### Mise en place d'institutions
Les puissances alliées étaient réticentes à reconnaitre les États baltes car cela pouvait être une source d'obstacles à la restauration d'un État russe après le départ espéré des bolchéviques et la viabilité de ces nations leur semblait douteuse. Elles reconnaissent néanmoins de jure la Lettonie le 26 janvier 1921 et acceptent en septembre 1921 son entrée à la Société des Nations. Le nouvel État organise l'élection d'une assemblée constituante au suffrage universel proportionnel direct dès que le territoire a été libéré de ses différents occupants. Celle-ci se réunit pour la première fois le 1er mai 1920 à Riga. Elle comprend 150 députés répartis entre 16 partis : les sociaux-démocrates (57 élus), l'Union agraire (26 élus), les partis latgaliens (24 députés) sont les formations les plus importantes. Le parti bolchévique qui ne veut pas reconnaitre l'État letton n'a pas pu participer à l'élection. Jānis Čakste, de l'Union agraire, qui a présidé le Conseil national provisoire et dont les talents d'organisateur ainsi que les capacités juridiques et politiques font l'unanimité, est nommé président tandis que Karlis Ulmanis est nommé premier ministre. L'assemblée s'attelle immédiatement à la définition de la constitution et au dossier de la réforme agraire.

### Réforme agraire
La réforme agraire est, avec la constitution lettone, le dossier le plus attendu par les Lettons. En 1897, près de 50 % des terres agricoles sont entre les mains de grands propriétaires généralement germano-baltes mais également parfois russes, polonais et même lettons. Les sans terres représentent alors 61,2 % de la population rurale. Les événements qui se sont succédé depuis le déclenchement de la Première Guerre mondiale ont entrainé la fuite de la majorité des grands propriétaires et leurs exploitations ont souvent été envahies par les paysans les plus démunis ou des ouvriers sans emploi qui tentent un retour vers la terre. Le gouvernement est mis sous pression par le parti des bolchéviques qui réclame la collectivisation des terres. La loi de septembre 1920 nationalise toutes les propriétés de plus de 110 hectares. Les terres récupérées, soit environ 3 millions d'hectares, sont revendues à bas prix (de 10 à 20 lats l'hectare selon la qualité de la terre), aux paysans sans terre, aux anciens combattants décorés, aux familles des victimes de la guerre et aux soldats. Des crédits assortis de conditions favorables sont consentis aux nouveaux propriétaires pour l'achat des terrains, la construction de bâtiments agricoles et l'acquisition d'outillage. Les grands propriétaires conservent une part inaliénable de 110 hectares. Les droits divers que ceux-ci s'étaient octroyés (droit de moulin, chasse, pêche, etc.) sont abolis. Grâce à ces mesures les paysans sans terre ne représentent plus en 1930 que 23,2 % de la population rurale. La question de l'indemnisation des anciens propriétaires divise l'assemblée constituante : la droite y est favorable tandis que le centre et la gauche n'en veulent pas. Un accord est finalement passé avec l'Allemagne annulant toute demande de réparation pour dommages de guerre en échange de l'absence d'indemnisation des germano-baltes, mais cet accord n'est finalement pas ratifié par la république de Weimar. Les germano-baltes adressent une demande d'indemnisation à la Société des Nations en 1924 mais sont déboutés.

### Vie politique dans l'entre-deux-guerres

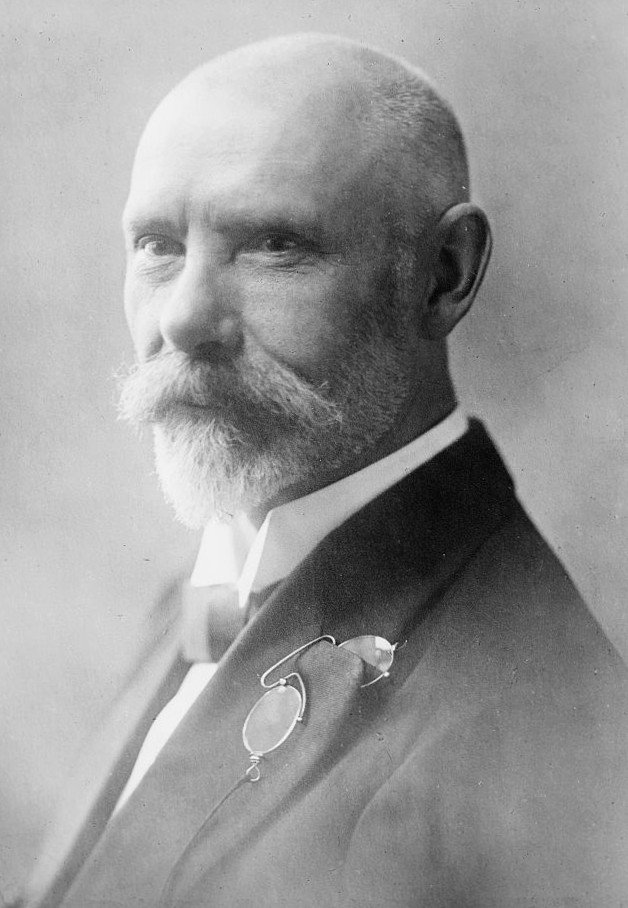
Jānis Cakste président de Lettonie en 1926.

La nouvelle constitution, adoptée le 15 février 1922, opte, comme l'Estonie voisine, pour un régime parlementaire proche des principes démocratiques, se révèlera difficile à mettre en pratique en temps de crise et aussi à cause de l'immaturité politique de ce pays neuf. Le pouvoir législatif est détenu par une chambre unique de 100 représentants, le Saeima, élu pour 3 ans au scrutin proportionnel. Le chef d'État, qui est élu pour trois ans par le parlement, choisit le chef de l'exécutif, représente la Lettonie dans le pays et à l'étranger et peut demander la dissolution du parlement en lançant un référendum. Les citoyens disposent de droits étendus dont ceux de pouvoir lancer des référendums populaires à condition de recueillir suffisamment de signatures (10 % du corps électoral). Le pouvoir exécutif est confié au Premier ministre et à ses ministres qui sont responsables devant le parlement. Le pouvoir judiciaire et le pouvoir exécutif sont en théorie indépendants mais sont en réalité tributaires des décisions de l'assemblée et donc de l'arbitraire des partis. La première assemblée (Saiema) est élue début 1922. Le scrutin de liste proportionnel favorise l'éparpillement des voix : les 100 élus se répartissent entre 19 partis, où dominent les sociaux-démocrates (30 élus) et l'Union agraire (17 élus). La multiplication des partis caractérise la vie politique lettone durant toute la période : elle entraine la formation de coalitions instables qui paralysent l'action de l'exécutif.
C'est ainsi qu'entre 1922 et 1934, quatre assemblées sont successivement élues et donnent 13 gouvernements : le scrutin de liste proportionnel à un tour facilite la multiplication des partis et la part des grandes formations (Sociaux démocrates et Union paysanne) s'érode au fil des élections. L'Union paysanne (de 17 sièges en 1922 à 14 sièges dans la dernière assemblée), à droite, fournit 10 Premiers ministres et trois des présidents tandis que le parti social-démocrate (de 30 à 21 sièges) est généralement dans l'opposition. L'élaboration d'une coalition nécessite de nombreux marchandages mais l'exécutif parvient, dans ces conditions difficiles, à doter en quelques années la Lettonie d'un ensemble d'institutions performants : administrations, réseau d'écoles primaires, code de la nationalité protégeant les minorités, assurance sociale.
La Grande Dépression (1929) frappe la Lettonie comme le reste du monde au début des années 1930. La crise économique et l'inefficacité apparente du régime, paralysé par les querelles de personnes, la multiplication des partis et la fragilité des coalitions, favorise le mécontentement des populations. Les partis nationalistes réclament un régime autoritaire, comme celui d'Antanas Smetona dans la Lituanie voisine mis en place en 1926 et qui semble faire preuve d'efficacité face à la crise. Les plus extrémistes créent la Pērkonkrusts qui réclame l'exclusivité des postes de responsabilité pour les Lettons de souche et a un programme ouvertement antisémite. L'Union agraire propose de renforcer le rôle du président : celui-ci doit être élu au suffrage universel et avoir le pouvoir de dissoudre l'assemblée parlementaire. Seule la première proposition est acceptée. Finalement dans la nuit du 15 au 16 mai 1934 le premier ministre Ulmanis, avec l'appui du ministre de la guerre, Jānis Balodis, et des chefs de la Garde nationale (Aizsargi) réalise un coup d'État. Il fait arrêter les principaux dirigeants des partis d'opposition, renvoie le parlement, suspend la constitution pour « éviter les désordres dans le pays » et proclame la loi martiale pour 6 mois. Les mouvements de protestation, de faible ampleur, sont réprimés par l'armée sans effusion de sang. Ulmanis constitue un nouveau gouvernement dont il choisit les membres et qui mène une politique d'union nationale avec un retour aux valeurs traditionnelles, la création de corporations. Le régime, dont le programme s'apparente à celui de bien des régimes fascistes qui apparaissent partout en Europe à l'époque, ne constitue toutefois pas un régime totalitaire car Ulmanis n'a pas le tempérament d'un dictateur. La majorité de la population accueille favorablement le changement car elle fait confiance à l'intégrité d'Ulmanis. Il gardera le pouvoir jusqu'en 1940.

### Société lettone
La culture lettone se développe par la proclamation du letton comme langue officielle. Les Lettons représentent 75 % de la population en 1939.

### Économie
La Première Guerre mondiale a ruiné l'économie lettone. L'outil industriel, évacué en grande partie vers la Russie pour échapper à l'envahisseur allemand, n'a pas été restitué par le nouveau gouvernement soviétique. Un tiers des fermes ainsi que les voies de communication, en particulier les ponts, ont été détruits, la flotte de commerce lettone, prospère avant le conflit, a été anéantie. L'industrie lettone, qui avant guerre était constituée de grandes entreprises produisant en masse pour l'énorme marché russe, doit désormais se contenter d'un marché intérieur de taille réduite. La population de la Lettonie a chuté de plus 30 % passant de 2,5 à 1,7 million d'habitants et le rapport déséquilibré des sexes dans la population adulte (1,21 femme pour 1 homme en 1920) reflète une saignée sans équivalent dans aucun autre pays d'Europe. L'industrie se relève néanmoins en réorientant sa production vers le marché intérieur. La Lettonie est dépourvue de ressources énergétiques et minières. L'agriculture céréalière, l'élevage et le secteur agro-alimentaire se redressent rapidement et la Lettonie devient notamment un exportateur de produits agricoles comme le beurre. La crise économique des années 1930 renforce en Lettonie le nationalisme. Après le coup d'État de 1934, l'État nationalise les entreprises détenues par les capitaux étrangers et encourage l'autosuffisance de l'économie lettone. Le commerce extérieur devient excédentaire et des produits comme les appareils photo Minox acquièrent une réputation mondiale. A la veille de la Seconde Guerre mondiale le secteur industriel emploie autant de salariés (100 000) qu'en 1914. Sans aide extérieure la Lettonie est parvenue à hisser le niveau de vie du Letton à une valeur proche des économies contemporaines les plus avancées.